# انتثار تروبوسفيري

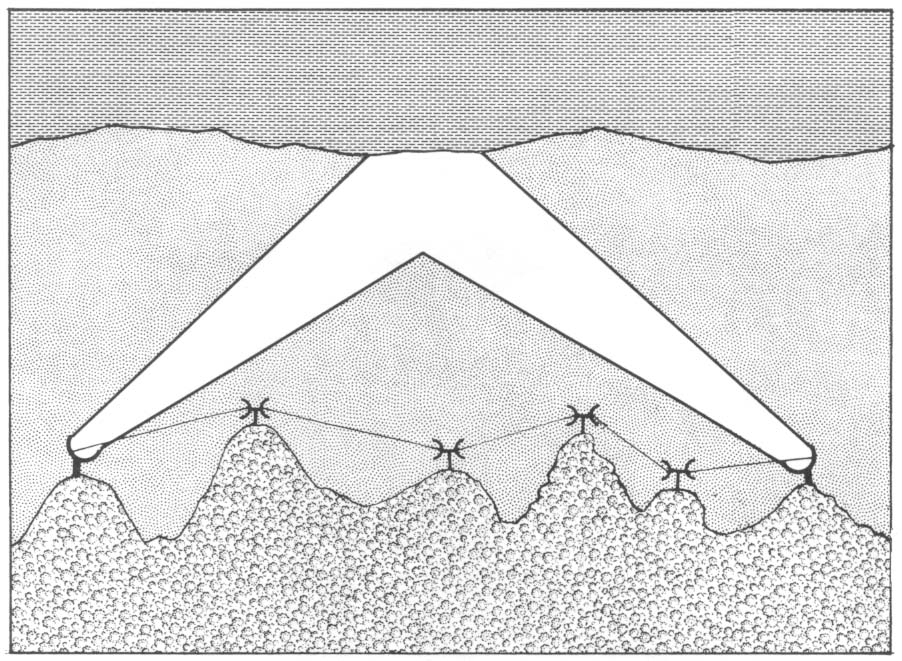

الانتثار التروبوسفيري هو وسيلة لإرسال إشارات راديو ذات موجة صغرى على مسافات كبيرة غالباً ما تصل إلى 300 كيلومتر (190 ميل)، وتعتمد أيضاً على عوامل التضاريس والمناخ. تستخدم طريقة الانتشار هذه ظاهرة الانتثار التروبوسفيري، حيث تنتثر الموجات الراديوية ذات الموجات الديسي مترية والديكا مترية عشوائياً أثناء مرورها عبر الطبقات العليا من التروبوسفير. تُنقل الإشارات الراديوية في حزمة ضيقة موجهة فوق الأفق في اتجاه محطة الاستقبال. مع مرور الإشارات عبر التروبوسفير، تُنثر بعض الطاقة باتجاه الأرض، ما يسمح لمحطة الاستقبال بالتقاط الإشارة.
عادةً ما تنتقل الإشارات الموجودة في نطاق تردد الموجات الصغرى في خطوط مستقيمة، وبالتالي تقتصر على تطبيقات خط البصر، حيث يمكن أن يُشاهد جهاز الاستقبال من قبل المرسل. تُحدد مسافة الاتصال بواسطة الأفق المرئي على نحو 30-40 ميلاً (48-64 كم). يسمح الانتثار التروبوسفيري باتصال الموجة الصغرى ما وراء الأفق. طُوِر في الخمسينيات من القرن الماضي واستخدِم في الاتصالات العسكرية حتى استبدِلت الأقمار الصناعية للاتصالات به في أكثر الأحيان في سبعينيات القرن العشرين.
نظرًا إلى أن التروبوسفير مضطرب ويحتوي على نسبة عالية من الرطوبة، فإن الإشارات الراديوية المنتثرة في التروبوسفير تنكسر، وبالتالي تُجمع نسبة ضئيلة فقط من الطاقة الراديوية بواسطة هوائيات الاستقبال. إن ترددات الإرسال التي تبلغ نحو 2 غيغا هرتز هي الأنسب لأنظمة الانتثار التروبوسفيري، حيث يتفاعل على هذا التردد الطول الموجي للإشارة بشكل جيد مع الرطوبة، تحسن المناطق المضطربة من التروبوسفير من نسبة الإشارة إلى الضجيج.

## نظرة عامة
تاريخياً، كانت الأطباق الهوائية ذات الكسب العالي أو الهوائيات اللوحية مطلوبة لأنظمة الانتثار التروبوسفيري لأن خسائر الانتشار مرتفعة للغاية، نحو واحد من مليار مليار (1 x 10−12) من قدرة البث المتاحة في المُستقبِل. أُنشِئت مسارات على مسافات أكثر من 1000 كم. تطلبت هوائيات مداها من 9 أمتار إلى 36 متراً ومضخمات مداها من 1 كيلوواط إلى 50 كيلو واط. كانت هذه الأنظمة التماثلية قادرة على نقل بعض القنوات الصوتية.
تطورت أنظمة الانتثار التروبوسفيري على مر السنين. مع الأقمار الصناعية للاتصالات المستخدمة لروابط الاتصالات لمسافات طويلة، تُستخدم أنظمة الانتثار التروبوسفيري الحالية على مسافات أقصر من الأنظمة السابقة، وتستخدم هوائيات ومضخمات أصغر، ولها قدرات ذات مدى تردد أعلى بكثير. تتراوح المسافات النموذجية بين 50 كم و250 كم، على الرغم من أنه يمكن تحقيق مسافات أكبر حسب المناخ والتضاريس ومعدل البيانات المطلوبة. تتراوح أحجام الهوائي النموذجية من 1.2 متراً إلى 12 متراً بينما تتراوح أحجام المضخمات النموذجية من 10 واط إلى 2 كيلو واط. يمكن تحقيق معدلات بيانات يزيد عن 20 ميغابت/ ثانية باستخدام تكنولوجيا اليوم.
الانتثار التروبوسفيري هو وسيلة آمنة تماماً للانتشار نظراً إلى أن تنظيم الأطباق أمر بالغ الأهمية، ما يجعل من الصعب للغاية اعتراض الإشارات، خاصة إذا نقلت عبر المياه المفتوحة، ما يجعلها ملفتة للغاية للمستخدمين العسكريين. تميل الأنظمة العسكرية لما يُسمى خط التروبوسفير الرفيع وسُمي هكذا لأنه لم يتم تنفيذ سوى قناة معلومات ذات مدى تردد ضيق على نظام التروبوسفير، عموماً يصل إلى 32 قناة تماثلية (4 كيلو هرتز). الأنظمة العسكرية الحديثة «عريضة النطاق» لأنها تُشغل من 4 إلى 16 ميغابت/ ثانية من قنوات البيانات الرقمية.
تتطلب أنظمة الانتثار التروبوسفيري المدنية، مثل الاتصالات البريطانية (شبكة اتصالات نفط بحر الشمال)، قنوات «معلومات» ذات قدرة أعلى مما كان متاحاً باستخدام الإشارات اللا سلكية عالية التردد (من 3 إلى 30 ميغا هرتز) قبل توفر تكنولوجيا الأقمار الصناعية. كانت أنظمة الاتصالات البريطانية، التي مقرها في سكوزبرغ في جزر شتلاند، مورموند هيل في أبردينشاير وراو برو بالقرب من سكوزبرغ، قادرة على إرسال واستقبال 156 قناة تماثلية (مدى التردد 4 كيلو هرتز) من البيانات والاتصالات الهاتفية من/ إلى منصات إنتاج نفط بحر الشمال، باستخدام «تعدد الإرسال بتقسيم التردد» لدمج القنوات.
نظراً لطبيعة الاضطراب في التروبوسفير، تُستخدم مسارات انتشار التنوع الرباعي لضمان موثوقية الخدمة بنسبة 99.98%، أي ما يعادل حوالي 3 دقائق من وقت التوقف بسبب تسرب الانتشار شهرياً. تحتاج أنظمة تنوع الاستقطاب والفضاء الرباعي إلى هوائيين منفصلين للأطباق (متباعدين بعدة أمتار) وبوقين تغذية مستقطبة مختلفين- أحدهما يستخدم الاستقطاب الرأسي، والآخر يستخدم الاستقطاب الأفقي. هذا ضمنَ أن مسار إشارة واحد على الأقل مفتوح في أي وقت. أُعيد تجميع الإشارات من المسارات الأربعة المختلفة في جهاز الاستقبال حيث أزال مصحح الطور فروق الطور لكل إشارة. تنشأ فروق الطور من أطوال المسارات المختلفة لكل إشارة من المرسل إلى المستقبل. بمجرد تصحيح الطور، يمكن دمج الإشارات الأربع الإضافية.

## شبكات اتصالات الانتثار التروبوسفيري
استخدمت ظاهرة الانتثار التروبوسفيري لبناء روابط تواصل مدنية وعسكرية في عدد من أنحاء العالم، بما في ذلك:
قيادة حلف أوروبا العليا
الناتو في أوروبا
الاتصالات البريطانية
المملكة المتحدة، شتلاند- مورموند هيل
ألمانيا
تورفوس- برلين، كلينس- برلين في أوقات الحرب الباردة
البرتغال للاتصالات
البرتغال - سيرا جنوغيرا إلى أرتزامينجي
شركة الاتصالات الكندية
تسيجيتشيك إلى غالينا
ريفر هاي- ميناء راديوم- ليدي فرانكلين بوينت
كوبا- فلوريدا
غوانابو إلى مدينة فلوريدا
شركة التليفون والتلغراف الأمريكي
مكاتب المشروع
بيتسبورو (مقاطعة تشاتام)، نورث كارولاينا- باكينجهام، فيرجينيا- شارلوتسفيل، فيرجينيا- ليسبورغ، فيرجينيا- هاجرستاون، ماريلاند.
أبراج تكساس- رادارات الدفاع الجوي
برج تكساس 2
جورج بانك، في المياه بعمق 56 قدماً (17 م)، و110 ميلاً (180 كم) شرق كيب كود 41 درجة و44 دقيقة شمالاً 67 درجة و47 دقيقة غرباً / 41.733درجة شمالاً 67.783 درجة غرباً/، مرتبط بشمال ترورو، ماساتشوستس.
برج تكساس 3
مياه ضحلة نانتوكيت، في المياه بعمق 80 قدماً (24 م) و100 ميل (160 كم) جنوب شرق رود آيلاند 41 درجة و45 دقيقة شمالاً، 69 درجة و19 دقيقة غرباً / 40.75درجة شمالاً 69.317 درجة غرباً/، مرتبط بمحطة مونتوك الجوية، لونغ آيلاند، نيويورك.
برج تكساس 4
مياه ضحلة غير مسماة (بشكل غير رسمي أولد شاكي)، في مياه بعمق 185 قدماً (56 متراً)، 84 ميلاً (135 كم) جنوب شرق مدينة نيويورك 39 درجة و48 دقيقة شمالاً 40 درجة غرباً (دمر، وقتل 28 أثناء عاصفة في 15 يناير 1961)، مرتبط بالمرتفعات، محطة البر الرئيسي نيوجيرسي.
برج تكساس 1
كاشيز ليدج، (خط عرض 42 درجة و53 دقيقة شمالاً، خط طول 68 درجة و57 دقيقة غرباً، على عمق 36 قدماً)، 100 ميل شرق نيو هامبشاير، ليس مبنيًا.
برج تكساس 5
براونز بانك، (خط عرض 42 درجة و47 دقيقة شمالاً، خط طول 65 درجة و37 دقيقة غرباً، على عمق 84 قدماً)، 75 ميلاً إلى الجنوب من نوفا سكوتيا، ليس مبنيًا.
خط وسط كندا
سلسلة من خمس محطات (070، 060، 050، 415، 410) في أونتاريو وكيبيك حول خليج هدسون السفلي.
خط باينتري، بول فولت
سلسلة من أربع عشرة محطة توفر الاتصالات لمحطات رادار الساحل الشرقي لخط باينتري الأمريكي الكندي، تمتد من خليج فروبشر 31 شمالاً وجزيرة بافين إلى سانت جونز ونيوفاوندلاند ولابرادور.
تدريب سلاح الطاقة الموجهة، خط الإنذار المبكر عن بعد -وايت أليس- (عصر الحرب الباردة)
شبكة اتصالات عسكرية ومدنية سابقة مع ثمانين محطة تمتد على الساحل الغربي من ميناء هاردي وجزيرة فانكوفر الشمالية إلى جزيرة بارتر ومن الغرب إلى شميا وألاسكا في جزر ألوتيان (على بعد بضع مئات من الأميال من الاتحاد السوفيتي) ومن الشرق عبر القطب الشمالي الكندي إلى غرينلاند. من الملاحظ أن المحطة لم تكن جميعها انتثارًا تروبوسفيريًا، بل أغلبها. تضمنت أيضاً منشأة تدريب لشبكة انتثار تروبوسفيري خط إنذار مبكر عن بعد/ وايت أليس تقع بين بيكتونيكا في إلينوي إلى سترتور في إلينوي.
خط الإنذار المبكر عن بعد (عصر ما بعد الحرب الباردة)
العديد من شبكات الانتثار التروبوسفيري التي توفر الاتصالات لسلسلة رادار الدفاع الجوي الواسعة في أقصى شمال كندا والولايات المتحدة.
نظام راديو شمال الأطلسي
شبكة دفاع جوي تابعة لحلف الناتو تمتد من سلاح الجو الملكي البريطاني في فايلنغديلس، عبر مورموند هيل في المملكة المتحدة، وسورنفيللي (جزر فارو)، هوفن، أيسلندا إلى محطة روكفيل الجوية.
ET-A جيش الولايات المتحدة في أوروبا
شبكة تابعة للجيش الأمريكي من سلاح الجو الأميركي في فايلنغديلس إلى شبكة في ألمانيا ومحطة واحدة في فرنسا (ميزون فورت).
486L القيادة الطبية للجيش الأمريكي
شبكة بحرية أمريكية تغطي الساحل الأوروبي من البحر الأبيض المتوسط من سان بابلو، إسبانيا في الغرب إلى قاعدة سلاح الجو في أضنة في تركيا شرقاً، ومقرها الرئيسي في رينجستيد في سوري، إنجلترا.
سلاح الجو الملكي
شبكة اتصالات للقوات البريطانية في ألمانيا، والتي تمتد من سوينغيت في كينت، بريطانيا إلى لماسدوف في ألمانيا.
بارس
شبكة انتثار تروبوسفيري في حلف وارسو تمتد بالقرب من روستوك في جمهورية ألمانيا الديمقراطية وتشيكوسلوفاكيا والمجر وبولندا وبيلاروسيا - اتحاد الجمهوريات الاشتراكية السوفييتية وأوكرانيا - اتحاد الجمهوريات الاشتراكية السوفييتية ورومانيا وبلغاريا.
سيفير
شبكة سوفيتية تمتد عبر الاتحاد السوفيتي.
الهند - الاتحاد السوفييتي
قسم واحد من سريناغار وكشمير والهند إلى دانغارا وطاجيكستان والاتحاد السوفيتي.
سلاح الجو الهندي
جزء من شبكة الدفاع الجوي التي تغطي القواعد الجوية الرئيسية ومنشآت الرادار ومواقع الصواريخ في شمال ووسط الهند. يتم التخلص التدريجي من الشبكة لتحل محلها أنظمة اتصالات حديثة تعتمد على الألياف البصرية.
القوات الجوية لجيش الجمهورية الإسلامية الإيرانية، مقر خاتم الأنبياء للدفاع الجوي، شبكة السلام
شبكة دفاع جوي أسستها الولايات المتحدة في إيران قبل الثورة. بنى مقر خاتم الأنبياء شبكة رادار واتصالات في شمال إيران. قامت القوات الجوية الإيرانية ببناء شبكة أخرى للدفاع الجوي في الجنوب واندمجت شبكة السلام من الشبكتين.
البحرين- الإمارات العربية المتحدة
يربط نظام الانتثار التروبوسفيري بين المنامة في البحرين إلى دبي في الإمارات العربية المتحدة.
سلاح الجو الملكي العُماني
يوفر نظام اتصالات الانتثار التروبوسفيري اتصالًا عسكريًا لسلاح القوات المسلحة السودانية السابق- سلاح الجو العماني (الآن سلاح الجو الملكي العماني)، عبر سلطنة عمان.
سلاح الجو الملكي السعودي
تربط شبكة انتثار تروبوسفيري تابعة للقوات الجوية الملكية السعودية القواعد الجوية الرئيسية والمراكز السكانية في المملكة العربية السعودية.
شبكة الكابلات واللا سلكي الكاريبية
أُسِس رابط للانتثار التروبوسفيري في عام 1960 من قبل شبكة الكابلات واللا سلكي، يربط بين بربادوس وميناء إسبانيا، ترينيداد. مُددت الشبكة إلى الجنوب إلى جورج تاون، غويانا في عام 1965.
شبكات الانتثار التروبوسفيري اليابانية
شبكتان تربطان بين الجزر اليابانية من الشمال إلى الجنوب.